# Alex Zhang Hungtai

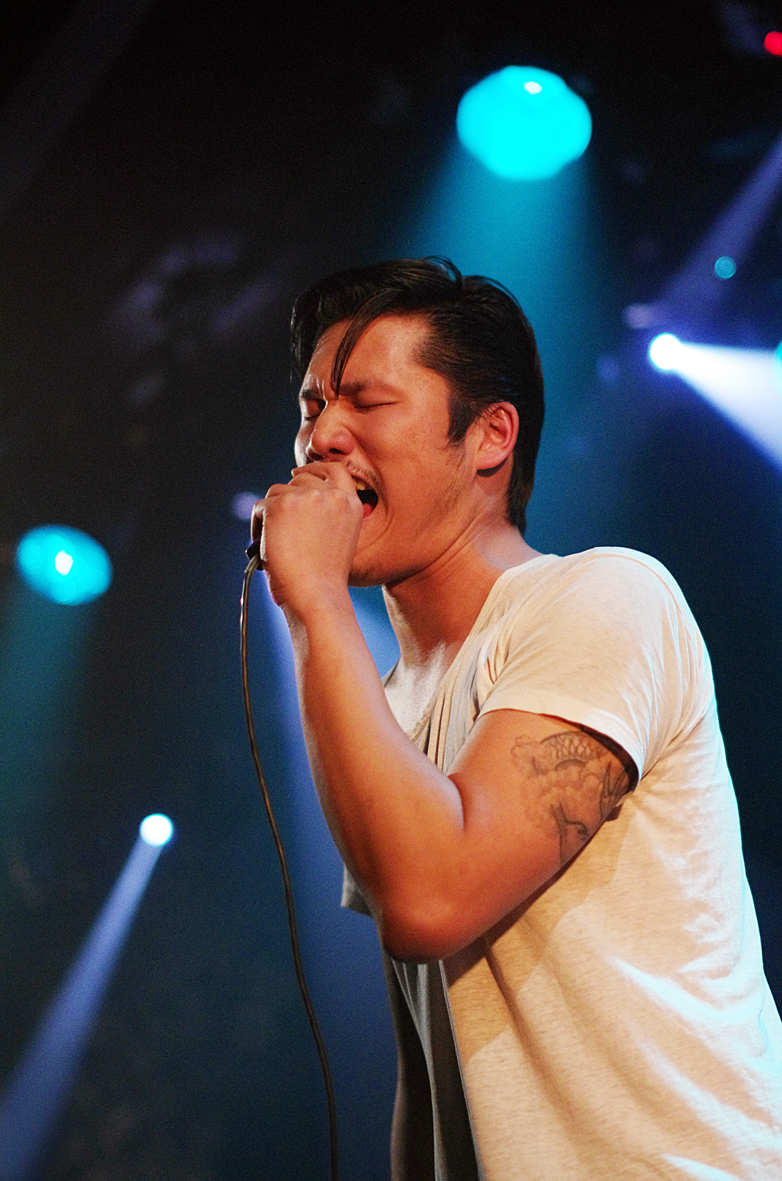
Alex Zhang Hungtai

Alex Zhang Hungtai, född 4 september 1980 i Taipei, är en kanadensisk musiker från Montreal som gjort musik sedan 2005. Han har släppt musik under artistnamnen Dirty Beaches och Last Lizard. Han är influerad av artister som Roy Orbison och Suicide, men även av regissörer som David Lynch och Wong Kar-wai. Hans stil har omväxlande beskrivits som rockabilly, post-punk och ambient.

## Studioalbum

### Som Dirty Beaches
- 2011 – Badlands
- 2013 – Drifters / Love Is the Devil
- 2014 – Stateless